# Cephalops perspicuus
Cephalops perspicuus is een vliegensoort uit de familie van de oogkopvliegen (Pipunculidae). De wetenschappelijke naam van de soort is voor het eerst geldig gepubliceerd in 1907 door de Meijere.